# Skånska trängbataljonen
Skånska trängbataljonen (P 2/T 4), tidigare Skånska trängregementet (T 4), var ett trängförband inom svenska armén som verkade i olika former åren 1894–1994. Förbandsledningen var från 1907 förlagd i Hässleholms garnison i Hässleholm.

## Historia

### Bildandet
Skånska trängbataljonen sattes upp 1894 som Wendes trängbataljon vid Göta trängbataljon i Karlsborg och omlokaliserades 1895 till Landskrona. År 1902 omorganiserades bataljonen till att bli Wendes trängkår, samma år kom kåren att sätta upp Andra Göta trängkår. År 1904 beslutades att Wendes trängkår skulle omlokaliseras till Hässleholm och samtidigt fick kåren det nya namnet Skånska trängkåren. År 1907 flyttade kåren in i nybyggda kasernerna i Hässleholm. 

### Rang- och ordningsnummer
Den rangordning som hade fastställts i 1634 års regeringsform började halta och skapa luckor efter freden i Fredrikshamn den 17 september 1809, då Finland tillföll Ryssland och de svenska regementen i Finland upplöstes. Därmed fanns det ett behov med att skapa ett nytt system. Under kronprins Karl Johans tid infördes 1816 ett nytt numreringssystem, där de svenska regementena genom en generalorder den 26 mars 1816 tillfördes ett officiellt ordningsnummer. Till grund för numreringen låg inte bara ett regementes status, utan också de svenska landskapens inbördes ordning, samt att Svealand, Götaland och Norrland skulle varvas. De lägsta ordningsnumren tilldelades "liv- och hus- trupperna". Dessa nummer hade dock ingenting med rangordningen att göra, vilket bland annat framgår av gamla förteckningar där infanteri- och kavalleriförband är blandade just med hänsyn till rang och värdighet. När Skånska trängkåren bildades 1894 tilldelades kåren ordningsnumret № 4.
I samband med 1914 års härordning justerades 1914 samtliga ordningsnummer inom armén. För till exempel Skånska trängkåren innebar det att regementet blev tilldelad beteckningen T 4. Justeringen av beteckningen gjordes för att särskilja regementen och kårer mellan truppslagen. Det med bakgrund till att namn och nummer som till exempel № 3 Livregementets grenadjärkår och № 3 Livregementets husarkår kunde förefalla egendomliga för den som inte kände till att förbanden ifråga tillhörde skilda truppslag.

### 1948 års försvarsbeslut
Genom försvarsbeslutet 1948 beslutade riksdagen att avveckla Tygtrupperna och Intendenturtrupperna som truppslag. De ingående förbanden i truppslagen uppgick åren 1948–1951 i trängtrupperna. Den 1 januari 1949 tillkom Tredje tygkompaniet (Tyg 3) och den 1 oktober 1949 tillkom Första intendenturkompaniet (Int 1). Genom den omorganisationen upphöjdes kåren från den 1 januari 1949 till regemente, och tilldelades namnet Skånska trängregementet (T 4).

### OLLI-reformen
I samband med OLLI-reformen, vilken genomfördes inom försvaret åren 1973–1975, sammanslogs Norra skånska regementet (P 6) med Kristianstads försvarsområde (Fo 14) och bildade 1975 försvarsområdesregemente P 6/Fo 14. Detta medförde att Skånska trängregementet som ingick i Kristianstads försvarsområde kom att bli ett B-förband (utbildningsregemente), och dess mobiliserings- och materialansvar överfördes till Norra skånska regementet, som blev ett A-förband (försvarsområdesregemente).

### Försvarsbesluten
Inför försvarsbeslutet 1982 föreslog ÖB Lennart Ljung att kasernerna på Finjagatan skulle avvecklas, och att Skånska trängregementet (T 4) senast 1987 skulle samlokaliseras med Skånska dragonregementet (P 2) på Garnisonsvägen. Ett förslag som även regeringen delade och anförde i sin proposition 1981/82:102.
Flytten inleddes den 1 juli 1985 då trängregementets stab flyttades, ett år senare den 1 juli 1986 var hela förbandet på plats på Garnisonsvägen. I regeringen förslag till statsbudget för budgetåret 1985/86, beräknades flytten kosta 139,6 miljoner kronor.
I försvarsutredning 1988 förordades att Skånska trängregementet skulle avvecklas. Men i proposition 1989/90:9 föreslog försvarskommittén att Skånska trängregementet skulle avvecklas, men att en underhållsutbildning skulle bibehållas och ingå i Skånska dragonregementet. Riksdagsbeslutet medförde att Skånska trängregementet avvecklades som självständig myndighet den 30 juni 1991 och att förbandet den 1 juli 1991 uppgick som en utbildningsbataljon i Skånska dragonregementet (P 2), varefter Skånska dragonregementet gavs ansvar för underhållsutbildningen inom Södra militärområdet.
Som ett led av försvarsbeslutet 1992 avvecklades Skånska trängbataljonen den 30 juni 1994.

## Förläggningar och övningsplatser

### Förläggning
När förbandet bildades 1894 var det från den 9 oktober 1894 samgrupperat med Göta trängbataljon i Karlsborg. Den 9 maj 1895 omlokaliserades förbandet till Landskrona, där staben var förlagd i Wendes artilleriregementes tidigare kaserner på Slottsgatan. Den 3 oktober 1907 påbörjades en omlokalisering till ett nyuppfört kasernområde vid Finjagatan i Hässleholm. Den 17 oktober 1907 hade hela förbandet lämnat Landskrona för Hässleholm. År 1943 uppfördes tre nya kaserner i Hässleholm och 1958 uppfördes ytterligare två kaserner. Den 1 juli 1985 påbörjades en flytt från Finjagatan till Garnisonsvägen, för att samlokaliseras med Skånska dragonregementet. Flytten påbörjades av staben, och omlokaliseringen till Garnisonsvägen var helt genomförd den 1 juli 1986.

### Detachement

#### Delary
Mellan åren 1946–1958 kom förbandet att ha fyra detachement.
T 4 D bildades den 1 januari 1946 och var en mobiliseringscentral i Delary, centralen avvecklades den 31 mars 1957, och omvandlades till en förrådsort för T 4.

#### Kristianstad
T 4 K bildades 1 oktober 1947, och var ett sjukvårdskompani ur T 4, som förlades till Kristianstad, i syfte att utbilda sjukvårdare ur infanteriet. Detachementet avvecklades 31 oktober 1956.

#### Revingehed
T 4 R bildades 1 oktober 1949, och var två sjukvårdskompani ur T 4, som förlades till Revingehed på grund av platsbrist i Hässleholm. Sjukvårdskompanierna utbildade sjukvårdare vid infanteriet. Detachementet avvecklades 31 januari 1958.

#### Vetlanda
T 4 V bildades den 1 januari 1946 och var en mobiliseringscentral i Vetlanda, centralen avvecklades den 31 mars 1957, och omvandlades till en förrådsort för T 4.

## Heraldik och traditioner
Förbanden inom trängtrupperna saknade till en början en egen fana. Men vid trängtruppernas 50-årsjubileum den 1 september 1935, överlämnade chefen för Södra arméfördelningen Per Sylvan en fana till Skånska trängkåren. År 1948 instiftades Skånska trängregementets förtjänst medalj i guld (SkåntrregGM).
Åren 1960–1987 bars en vanlig enkel 4 i silver som truppslagstecken, då regementet kom att sammanslås med Skånska dragonregementet (P 2) tog man helt sonika deras truppslagstecken, bokstäverna "SD" med en krona på och målade om till silver, dessa bars dock aldrig utan kom endast till ett försöksstadie.
År 1994 instiftades Skånska trängbataljonens förtjänstmedalj i silver (SkåntrbatSM), samt Skånska trängbataljonens minnesmedalj i brons (SkåntrbatMBM).
Efter att förbandet avvecklades kom förbandsmarschen, "Skånska trängregementets marsch", att användas åren 1994–1997 av Arméns underhållscentrum. Traditionsansvaret för förbandet fördes av Skånska dragonregementet fram till den 30 juni 2000. Från den 1 juli 2000 bevaras minnes över förbandet av Göta trängregemente, senare namnändrat till Trängregementet.

## Förbandschefer
Regementschefer samt bataljon- och kårchefer verksamma under perioden 1894–1994. Åren 1991–1992 tjänstgjorde överstelöjtnant Torsten Hansén som bataljonschef, och åren 1992–1994 överstelöjtnant Nils-Olof Johansson. Den sistnämnde kom alltså att bli den allra siste chefen för T 4.

- 1894–1907: Överste Ivar Virgin
- 1907–1915: Överste Georg von Heideman
- 1915–1917: Major Knut Palm
- 1917–1925: Överstelöjtnant Carl Möller
- 1925–1933: Överstelöjtnant Adolf Johnsson
- 1933–1942: Överste Julius Nordlindh
- 1942–1949: Överste Knut Hagberg
- 1949–1952: Överste Adolf Norberg
- 1952–1955: Överste Per N:son Kellin
- 1955–1960: Överste Birger Hasselrot
- 1960–1971: Överste Folke Nordström
- 1971–1977: Överste Nils-Olof Lindner
- 1977–1983: Överste Rune Morell
- 1983–1988: Överste Göran Wetterlundh
- 1988–1991: Överste Bengt Yman
- 1991–1992: Överstelöjtnant Torsten Hansén [h]
- 1992–1994: Överstelöjtnant Nils-Olof Johansson [i]

## Namn, beteckning och förläggningsort
| Kungl. Wendes trängbataljon    | 1894-10-01 | – | 1901-12-31 |
| Kungl. Wendes trängkår         | 1902-01-01 | – | 1904-12-07 |
| Kungl. Skånska trängkåren      | 1904-12-08 | – | 1949-09-30 |
| Kungl. Skånska trängregementet | 1949-10-01 | – | 1974-12-31 |
| Skånska trängregementet        | 1975-01-01 | – | 1991-06-30 |
| Skånska trängbataljonen        | 1991-07-01 | – | 1994-06-30 |

| № 4     | 1894-10-01 | – | 1914-09-30 |
| T 4     | 1914-10-01 | – | 1991-06-30 |
| P 2/T 4 | 1991-07-01 | – | 1994-06-30 |

| Karlsborgs garnison (F)    | 1894-09-10 | – | 1895-05-08 |
| Landskrona garnison (F)    | 1895-05-09 | – | 1907-10-03 |
| Hässleholms garnison (F)   | 1907-10-03 | – | 1994-06-30 |
| Delary (D)                 | 1946-01-01 | – | 1957-03-31 |
| Kristianstads garnison (D) | 1947-10-01 | – | 1956-03-31 |
| Revingehed (D)             | 1949-10-01 | – | 1958-01-31 |
| Vetlanda (D)               | 1946-01-01 | – | 1957-03-31 |

## Galleri

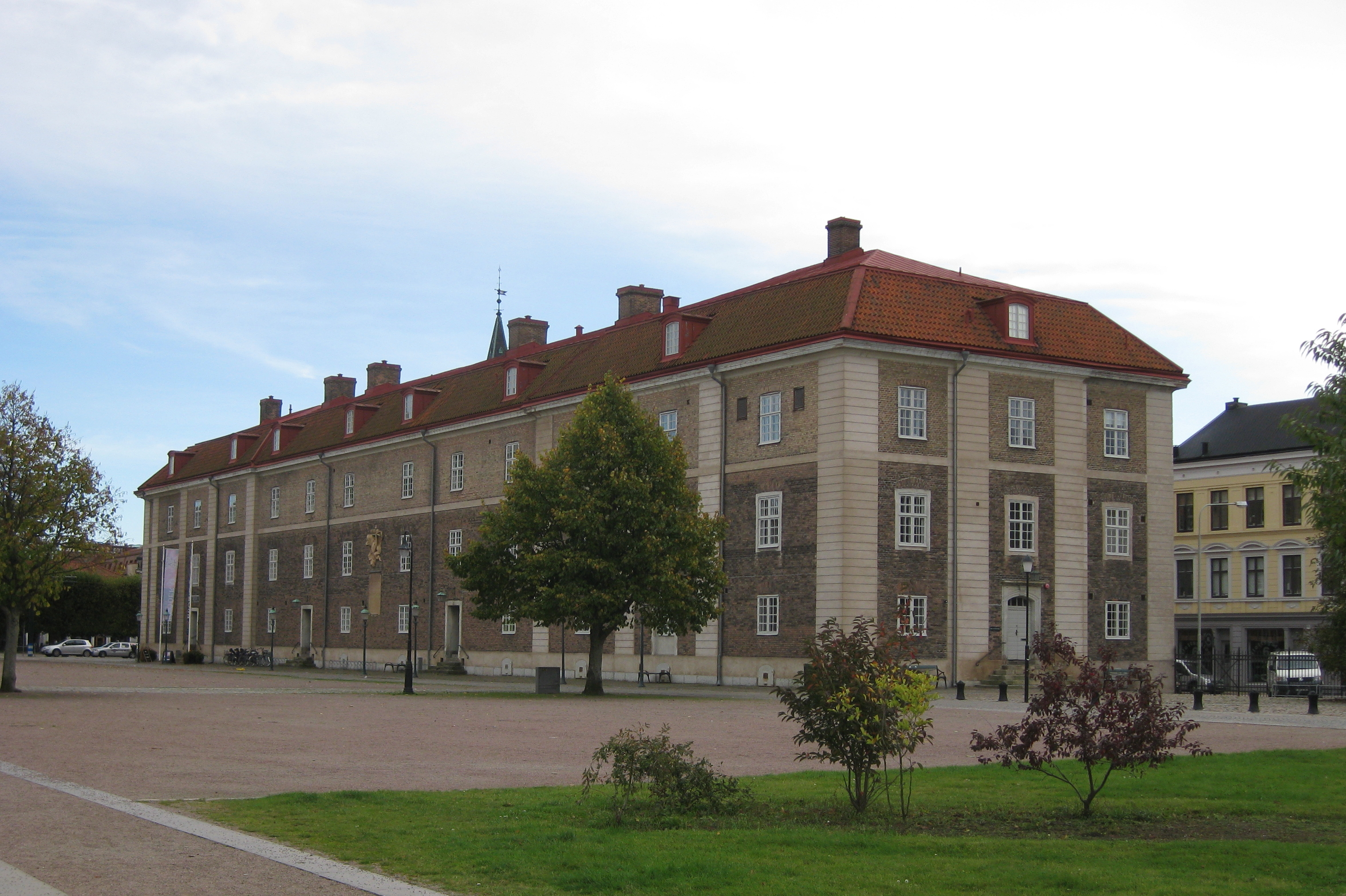
Adolf Fredriks kasern, även kallad Trängbataljonens kasern, i Landskrona.
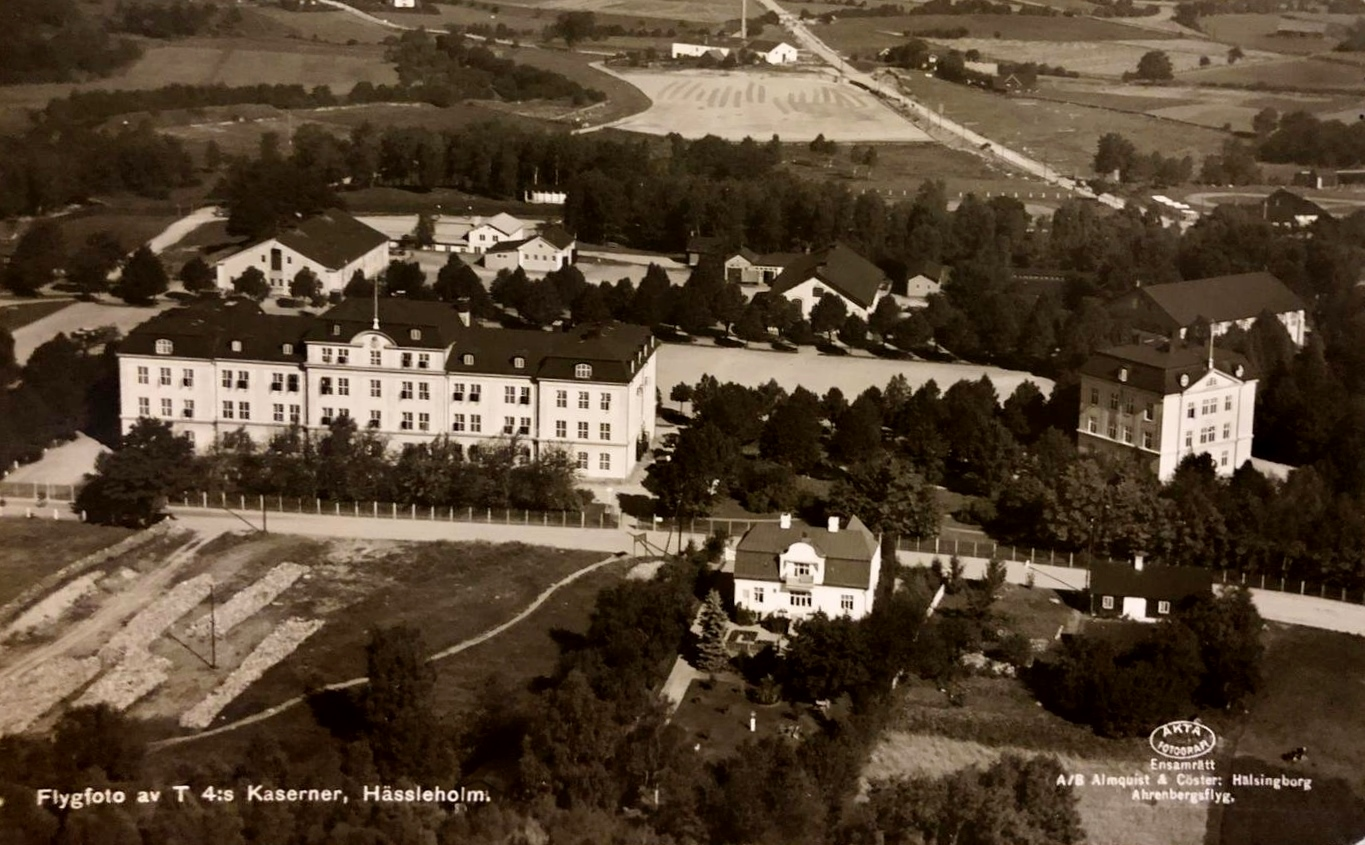
Förbandets kasernetablissement i Hässleholm.
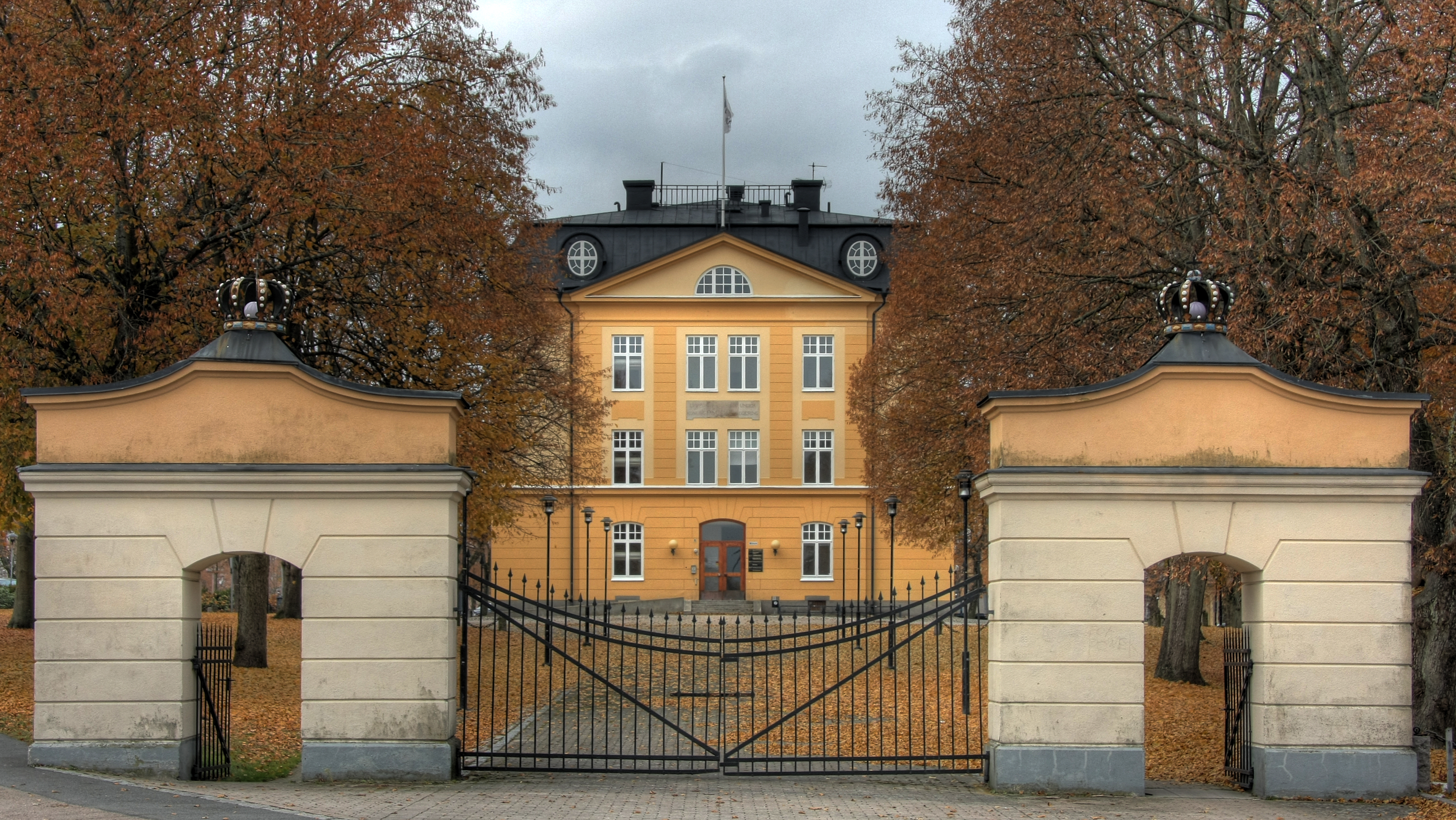
T 4-området i Hässleholm minner om historien.
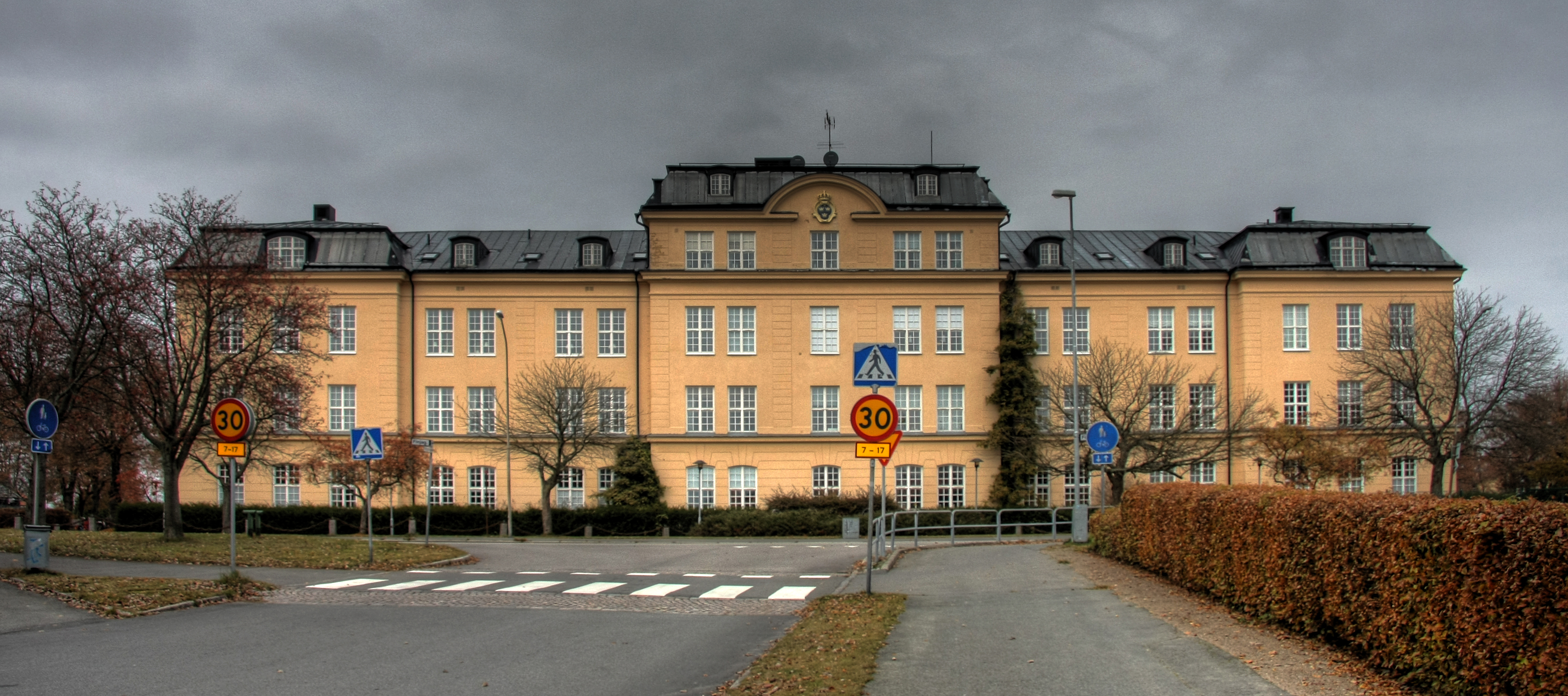
Huvudkasernen i Hässleholm.
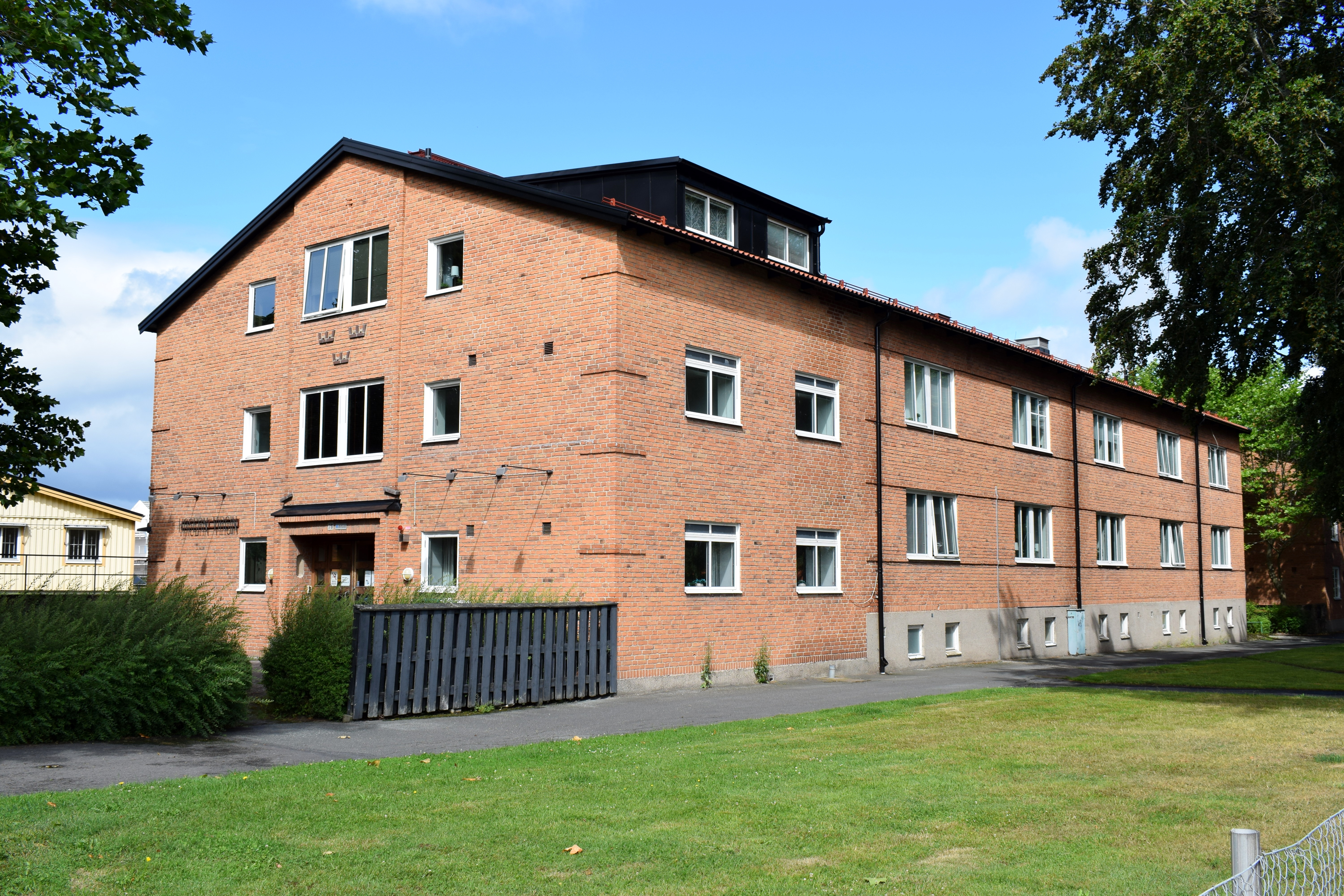
Kasern Virgin.
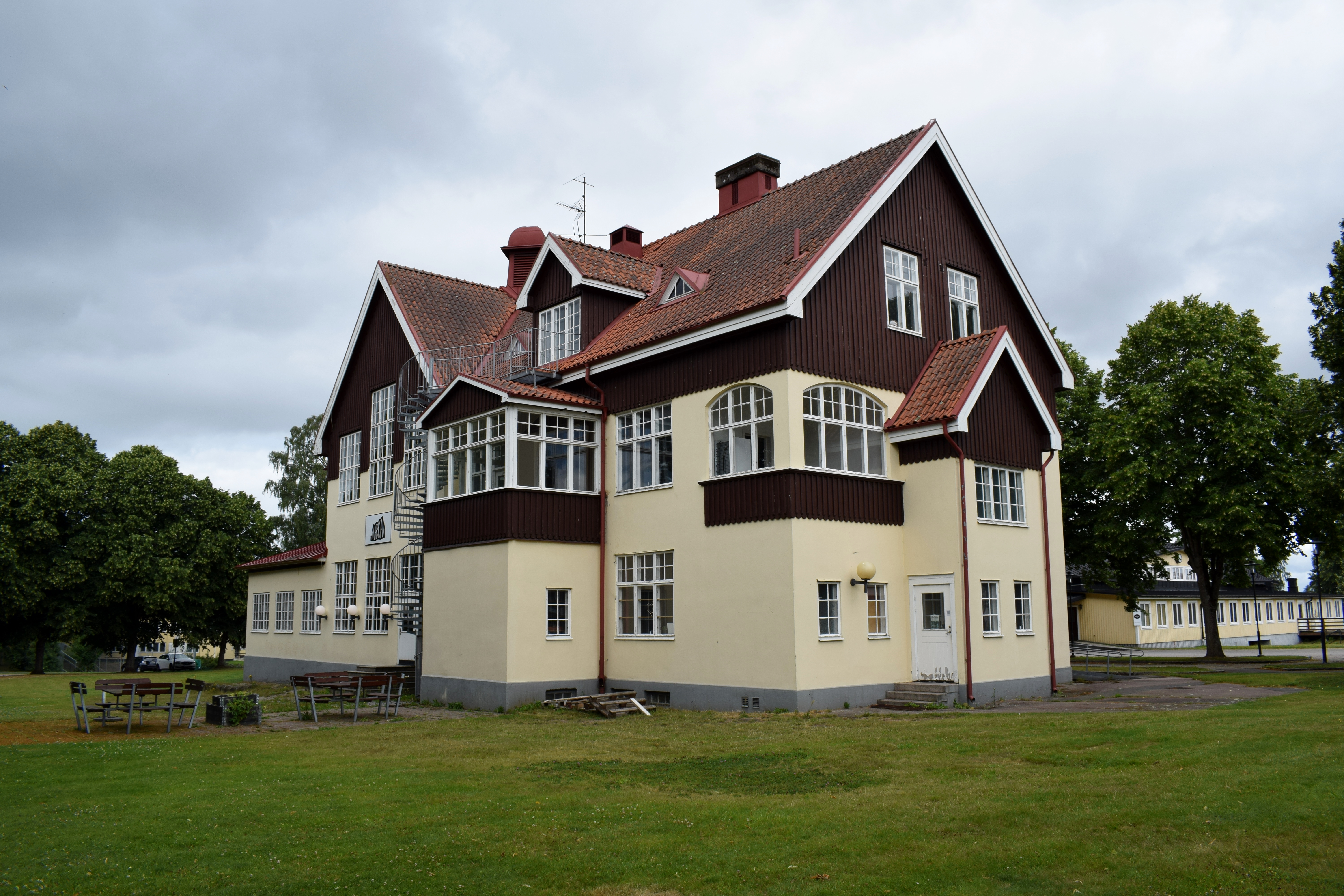
Marketenteriet och underofficersmässen.
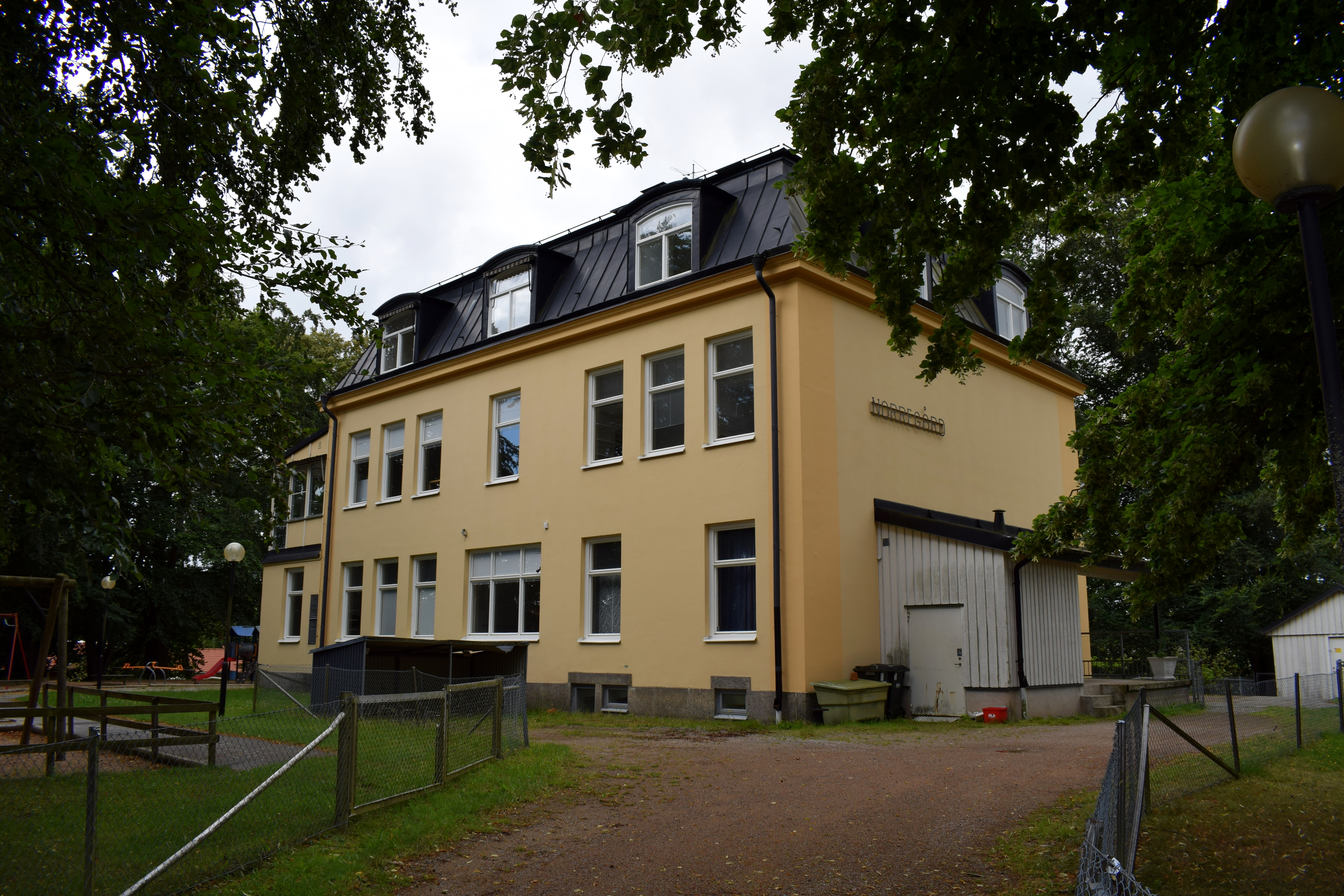
Sjukhuskasern.
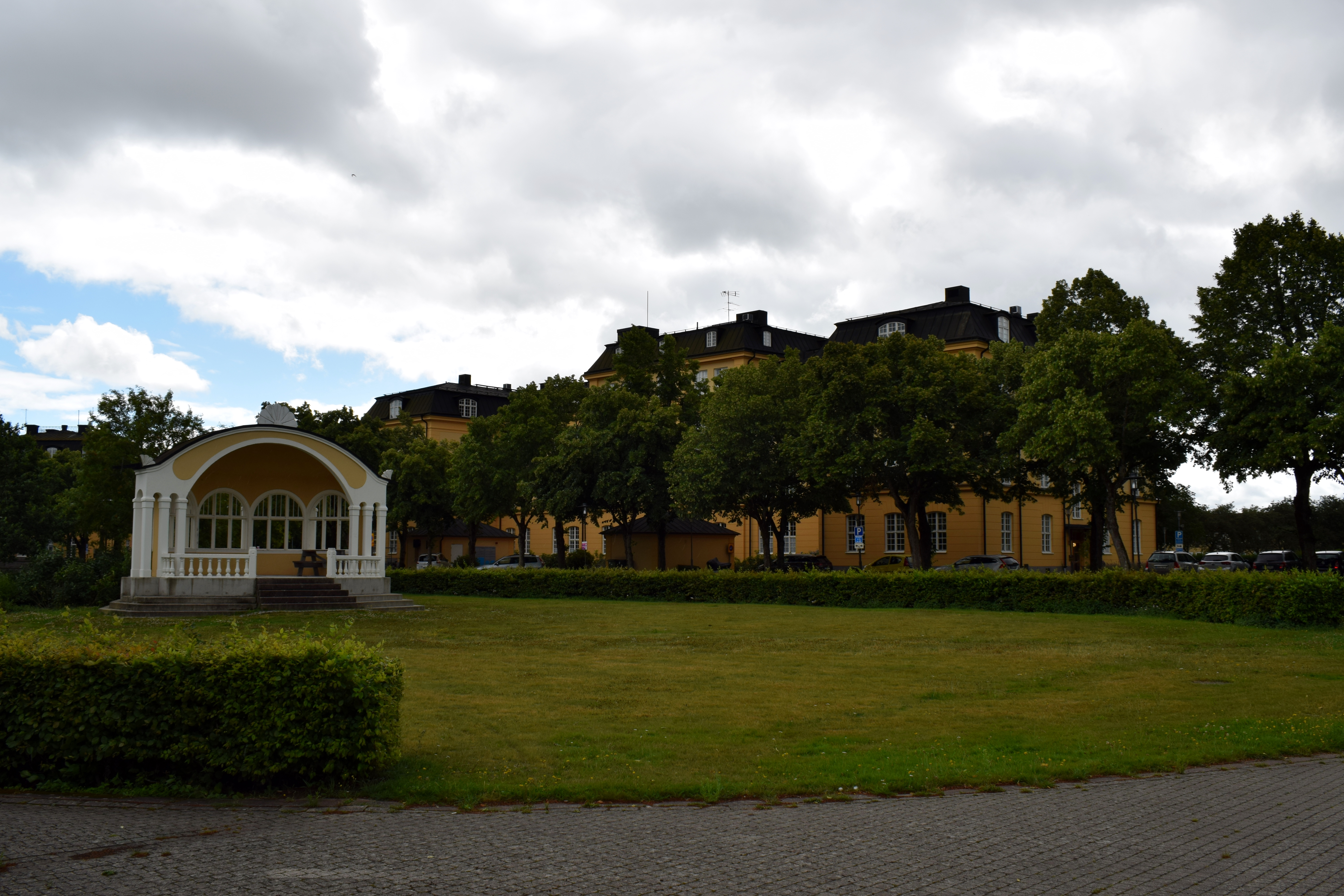
Musikpaviljongen framför huvudkasernen.
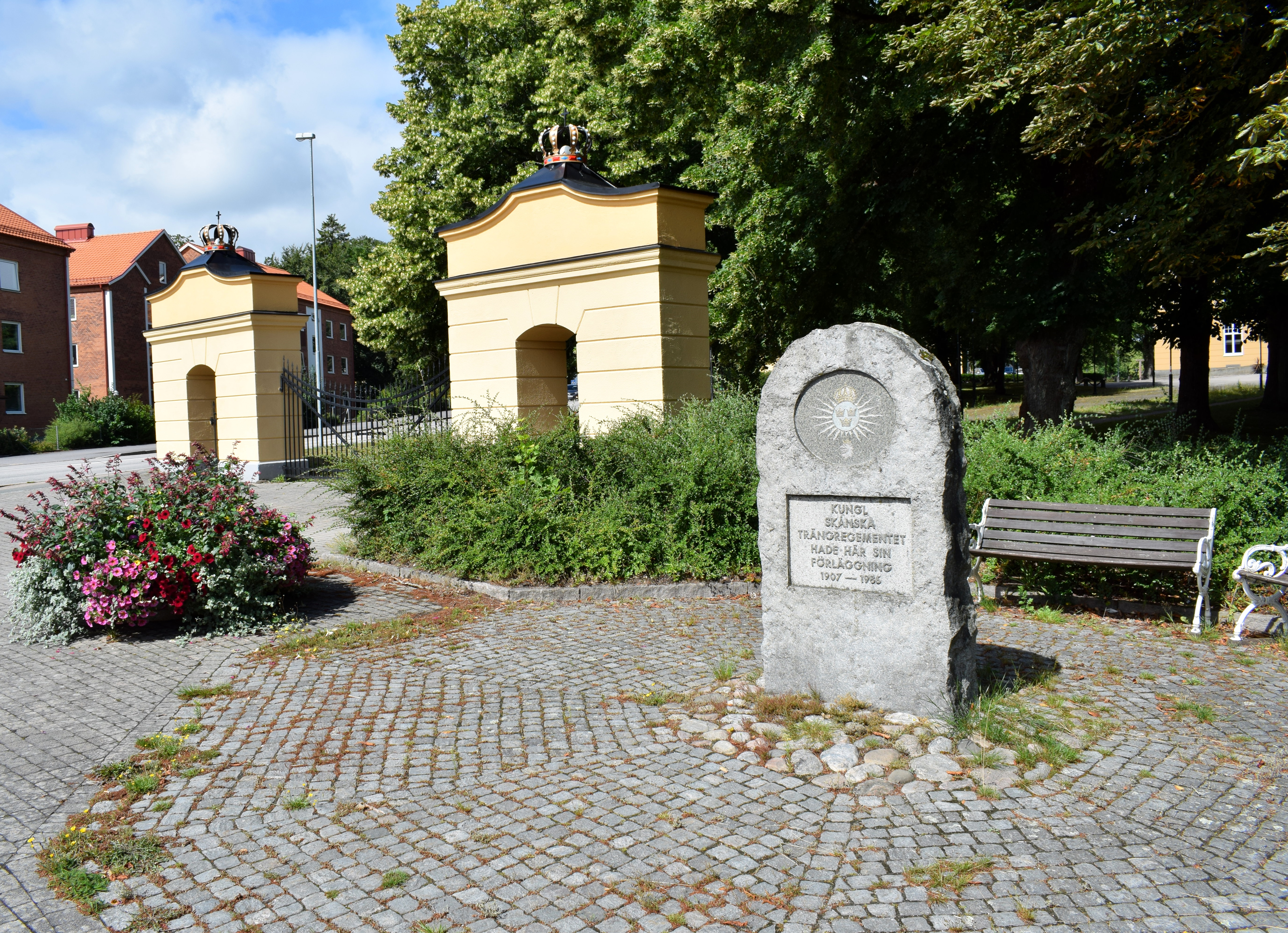
Skånska trängregementets minnessten
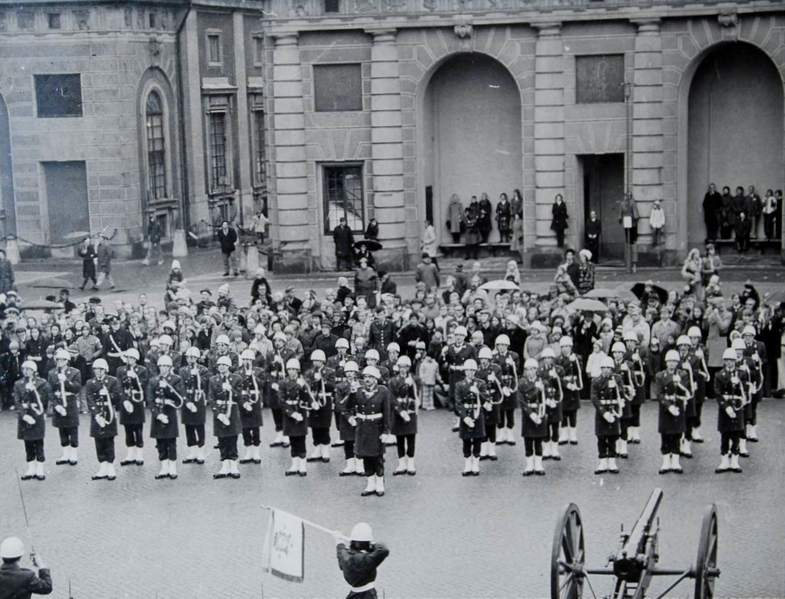
Högvakt Kungl Slottet i Stockholm 2 november 1974 ur Kungl Skånska trängregementet (T 4)
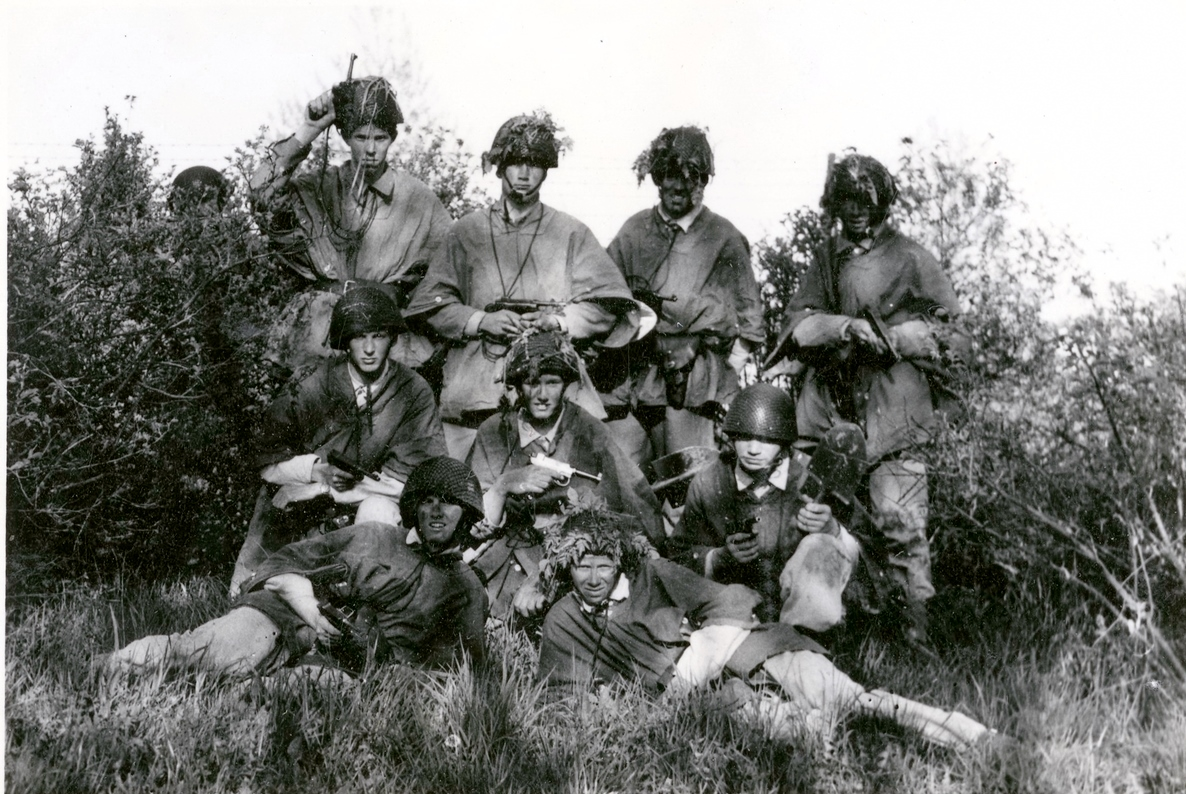
Maskerade sjukvårdssoldater beväpnade med pistol från Skånska trängregementet (T 4), Hässleholm (1956–1957)
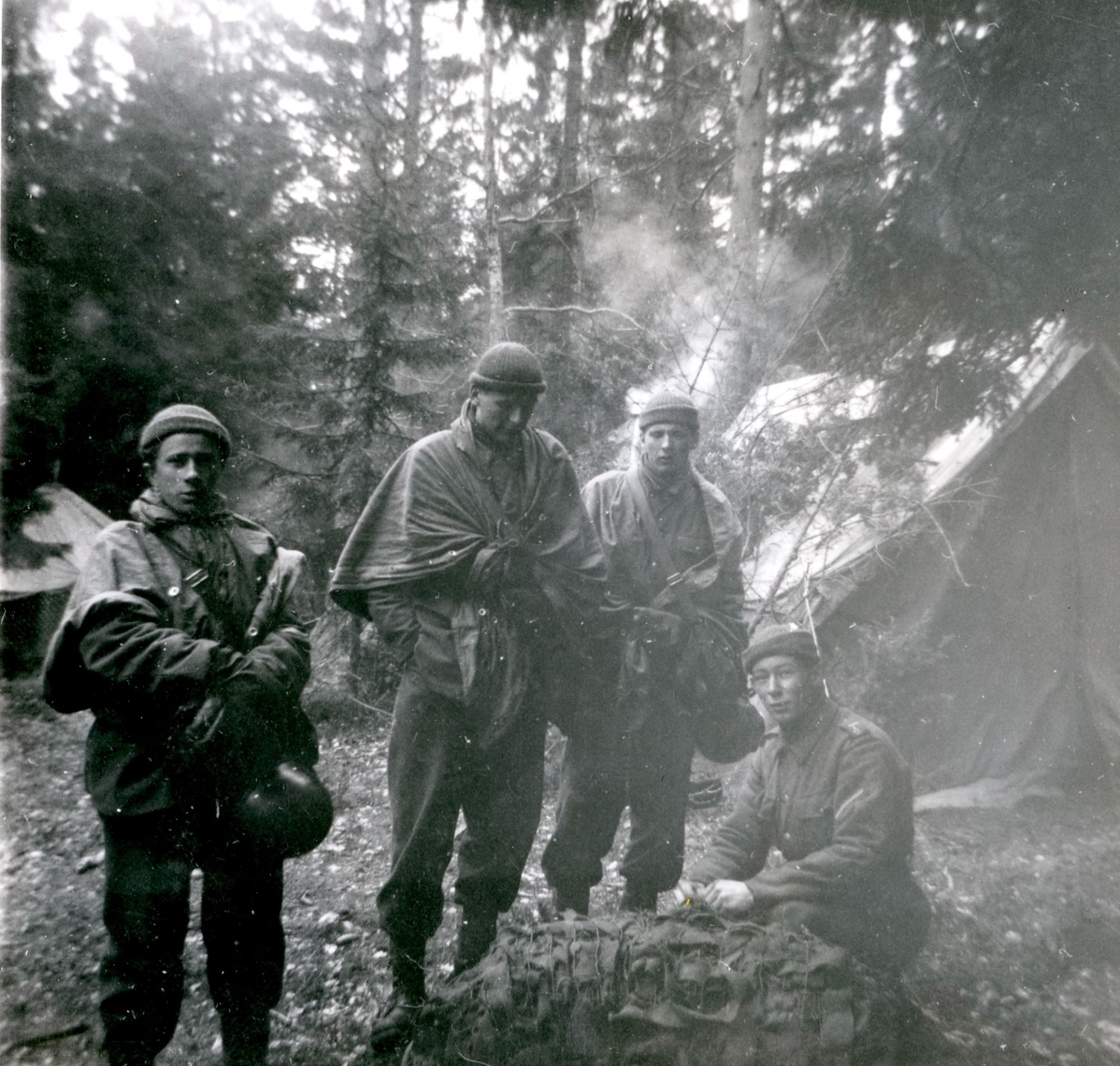
Manöver i granskog, Skånska trängregementet (T 4) (1956–1957)
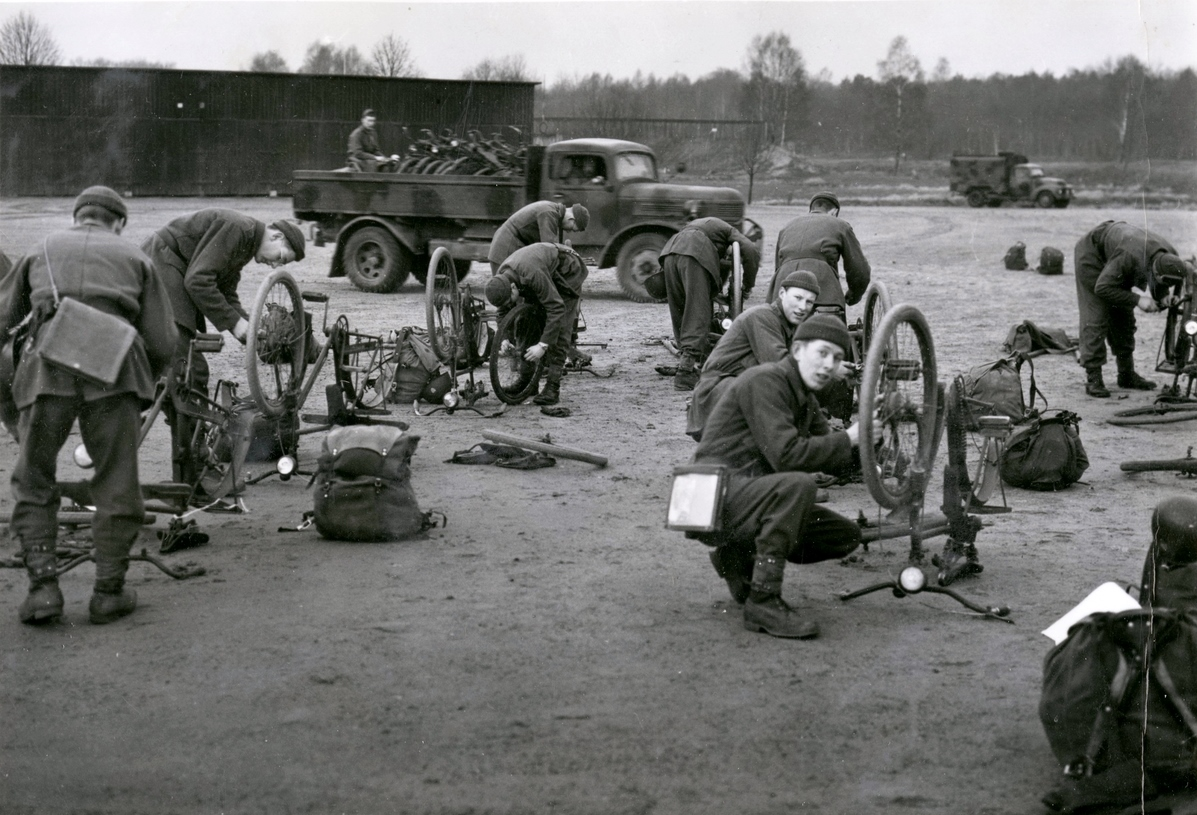
Fälttävling i cykelsammansättning, Skånska trängregementet (T 4) någon gång under 1956 eller 1957.
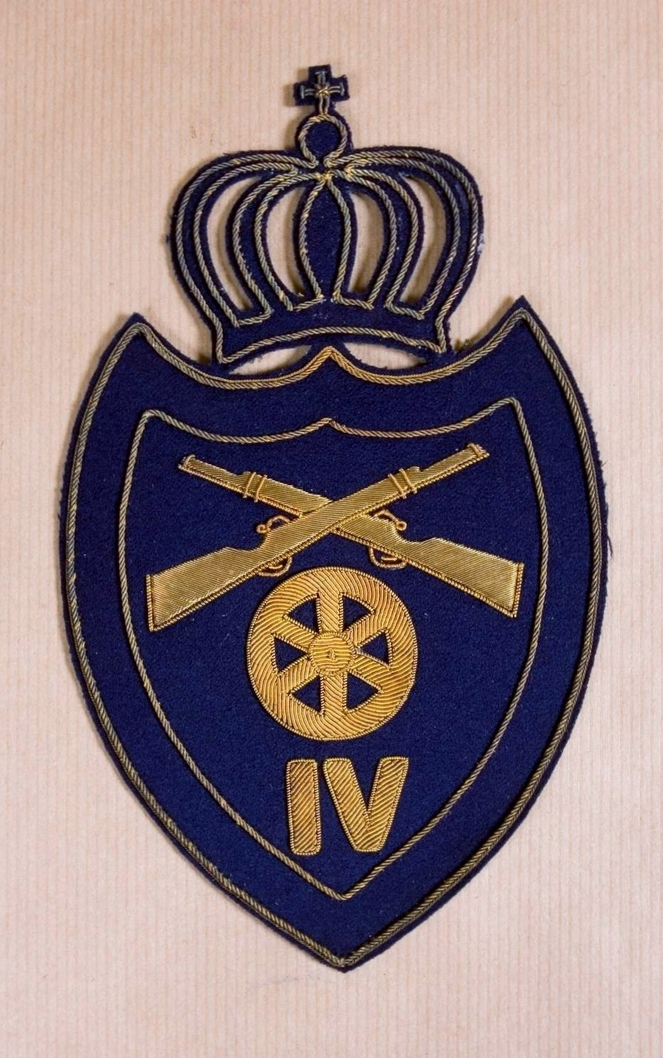
Truppslagstecken m/1906 för officer vid Skånska trängkåren
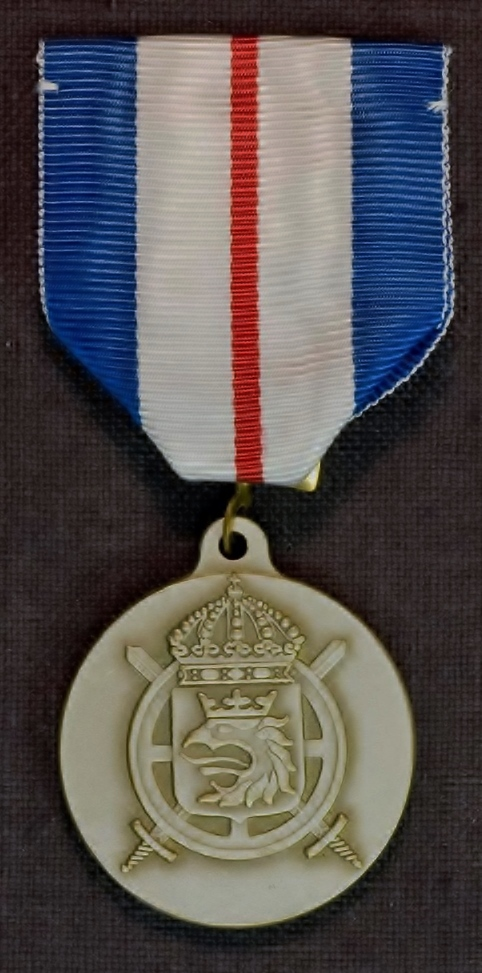
Minnesmedalj i brons.